# Anna Blinkova
Anna Vladímirovna Blinkova (Moscú, 10 de septiembre de 1998) es una tenista rusa.
Blinkova fue finalista del Campeonato de Wimbledon júnior en 2015, resultado gracias al que se posicionó en el puesto número tres del ranking mundial júnior en agosto de ese año. Ha ganado un título en individuales y dos en dobles en el circuito ITF en su carrera. El 1 de febrero de 2016 llegó a su mejor ranking individual como la número 469 del mundo.

## Carrera

### 2016
En enero Blinkova se alzó con ambos títulos, individual y dobles, en un torneo ITF de $ 10 000 en Stuttgart; la rusa tuvo que ganar dos rondas previas de clasificación para entrar al cuadro principal individual. 
Ese mes alcanzó las semifinales de un torneo ITF de $ 50 000 en Andrézieux-Bouthéon, Francia, siendo vencida en esa instancia por la belga An-Sophie Mestach en tres sets a pesar de haber tenido dos puntos para partido en el último set. Gracias a este resultado ascendió 272 puestos en el ranking WTA a la posición 469°.

## Títulos WTA (4; 1+3)

### Individual (1)
| Leyenda              |
| -------------------- |
| Grand Slam (0)       |
| Juegos Olímpicos (0) |
| WTA Finals (0)       |
| WTA 1000 (0)         |
| WTA 500 (0)          |
| WTA 250 (1)          |

| N.º | Fecha                 | Torneo      | Superficie | Oponente en la final | Resultado     |
| --- | --------------------- | ----------- | ---------- | -------------------- | ------------- |
| 1.  | 16 de octubre de 2022 | Cluj-Napoca | Dura (i)   | Jasmine Paolini      | 6-2, 3-6, 6-2 |

#### Finalista (1)
| N.º | Fecha              | Torneo      | Superficie    | Oponente en la final | Resultado |
| --- | ------------------ | ----------- | ------------- | -------------------- | --------- |
| 1.  | 27 de mayo de 2023 | Estrasburgo | Tierra batida | Elina Svitólina      | 2-6, 3-6  |

### Dobles (3)
| Leyenda                                |
| -------------------------------------- |
| Grand Slam (0)                         |
| WTA Finals (0)                         |
| P. Mandatory & Premier 5, WTA 1000 (0) |
| Premier, WTA 500 (0)                   |
| International, WTA 250 (3)             |

| N.º | Fecha                    | Torneo   | Superficie    | Pareja             | Oponentes en la final               | Resultado        |
| --- | ------------------------ | -------- | ------------- | ------------------ | ----------------------------------- | ---------------- |
| 1.  | 4 de mayo de 2018        | Rabat    | Tierra batida | Ioana Raluca Olaru | Georgina García Pérez Fanny Stollár | 6-4, 6-4         |
| 2.  | 14 de septiembre de 2024 | Monastir | Dura          | Mayar Sherif       | Alina Korneeva Anastasia Zakharova  | 2-6, 6-1, [10-8] |
| 3.  | 2 de marzo de 2025       | Austin   | Dura          | Yuan Yue           | McCartney Kessler Zhang Shuai       | 3-6, 6-1, [10-4] |

#### Finalista (3)
| N.º | Fecha                    | Torneo       | Superficie | Pareja             | Oponentes en la final               | Resultado         |
| --- | ------------------------ | ------------ | ---------- | ------------------ | ----------------------------------- | ----------------- |
| 1.  | 3 de febrero de 2019     | Hua Hin      | Dura       | Yafan Wang         | Irina-Camelia Begu Monica Niculescu | 6-2, 1-6, [10-12] |
| 2.  | 19 de febrero de 2021    | Melbourne IV | Dura       | Anastasia Potapova | Ankita Raina Kamilla Rakhimova      | 6-2, 4-6, [7-10]  |
| 3.  | 18 de septiembre de 2022 | Chennai      | Dura       | Natela Dzalamidze  | Gabriela Dabrowski Luisa Stefani    | 1-6, 2-6          |

## Títulos ITF (5)

### Individuales (2-1)
| Torneos de $100 000 |
| Torneos de $75 000  |
| Torneos de $50 000  |
| Torneos de $25 000  |
| Torneos de $15 000  |
| Torneos de $10 000  |

| Resultado | N.º | Fecha                | Torneo              | Superficie | Oponente                   | Resultado        |
| --------- | --- | -------------------- | ------------------- | ---------- | -------------------------- | ---------------- |
| Campeona  | 1.  | 11 de enero de 2016  | Stuttgart, Alemania | Dura (i)   | Valentini Grammatikopoulou | 7-6(4), 2-6, 6-2 |
| Campeona  | 2.  | 15 de agosto de 2016 | Westende, Bélgica   | Dura       | Valentini Grammatikopoulou | 7-5, 6-2         |
| Finalista | 1.  | 29 de agosto de 2016 | Almaty, Kazajistán  | Arcilla    | Viktoria Kamenskaya        | 6-1, 3-6, 2-6    |

### Dobles (3-0)
| Resultado | N.º | Fecha                   | Torneo                  | Superficie | Pareja                  | Oponentes                             | Resultado        |
| --------- | --- | ----------------------- | ----------------------- | ---------- | ----------------------- | ------------------------------------- | ---------------- |
| Campeonas | 1.  | 16 de febrero de 2015   | Port El Kantaoui, Túnez | Dura       | Tessah Andrianjafitrimo | Arabela Fernández Rabener Eva Wacanno | 6-4, 6-0         |
| Campeonas | 2.  | 11 de enero de 2016     | Stuttgart, Alemania     | Dura (i)   | Maria Marfutina         | Laura Schaeder Anna Zaja              | 0-6, 6-4, [10-8] |
| Campeonas | 3.  | 19 de diciembre de 2016 | Ankara, Turquía         | Dura (i)   | Lidziya Marozava        | Sabina Sharipova Ekaterina Yashina    | 4-6, 6-3, [11-9] |